# Engelse sleutel

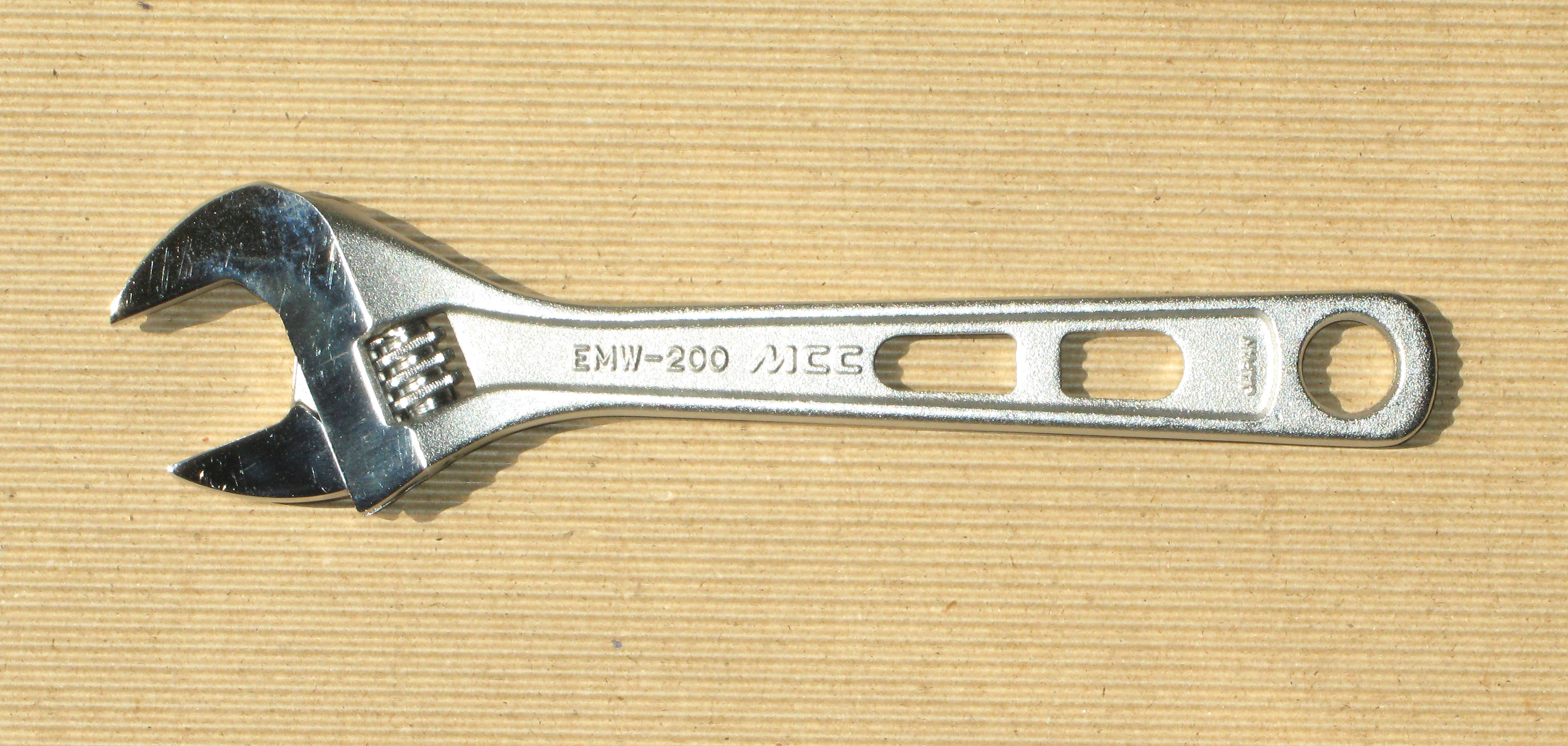
Engelse sleutel of verstelbare moersleutel

Een Engelse sleutel is een verstelbare moersleutel die dezelfde toepassing heeft als een steeksleutel, maar waarvan de bekwijdte met behulp van een wormwiel verstelbaar is. De sleutel kan daarmee binnen bepaalde grenzen aan elke maat zeskantige of vierkante moer of boutkop worden aangepast.

## Geschiedenis
De eerste verstelbare sleutels werden ontwikkeld door Edwin Beard Budding (1795-1846), later verder verbeterd en gepatenteerd door Johan Petter Johansson uit Zweden in 1892. Die had daar in 1886 de Enköpings Mekaniska Verkstad voor opgericht, maar zag geen kans op eigen kracht van zijn product een succes te maken. Hij sloot een overeenkomst met de firma B.A. Hjort & Company. Deze veel grotere concurrent verkoopt de sleutel tot vandaag de dag nog steeds onder de merknaam Bahco. Er zijn er al meer dan 100 miljoen van verkocht. De naam bahco wordt in Nederland veelal gebruikt als naam voor álle Engelse sleutels, ook die van andere merken, wat een vorm van merkverwatering is.

## Gebruik
De hoek tussen kop en greep is met 15° zorgvuldig gekozen. Door de sleutel te kantelen kan een moer 30° worden verdraaid in een kleine ruimte. 
Bij verkeerd gebruik of een versleten verstelmechanisme kan een Engelse sleutel de boutkop of moer onherstelbaar beschadigen. Het is van belang de sleutel zo ver mogelijk te sluiten. Een Engelse sleutel is verder minder sterk dan een steeksleutel uit één stuk en kan bij foutief gebruik zelf beschadigd raken. Daarom dient men een sleutel te gebruiken die goed past: als de bek maximaal geopend moet worden om om de moer of boutkop te passen, is de sleutel eigenlijk te klein. Als er grote kracht uitgeoefend wordt op de sleutel, kan het stelmechanisme of de bekken van de sleutel breken. De meeste sleutels zijn in de ene draairichting sterker dan in de andere, maar wat de "beste" draairichting is kan per merk en model verschillen.
bougiesleutel · dopsleutel · Engelse sleutel · inbussleutel · kruissleutel · momentsleutel · passchroefsleutel · pijpsleutel · ringsleutel · slagsleutel · steeksleutel · tiengaatssleutel · torxsleutel